# Enantiornis leali
Enantiornis leali era un uccello fossile, vissuto nel Cretaceo superiore in Argentina.
Questo uccello dà il nome a un intero, grande gruppo di uccelli estinti, gli enantiorniti o "uccelli opposti", dominatori dei cieli del Cretaceo. L'enantiornite, in particolare, era uno dei più grandi rappresentanti del suo gruppo, con un'apertura alare che superava il metro, e rappresentava uno dei primi uccelli da preda. Probabilmente questo animale non possedeva un vero e proprio becco, ma un muso dentato simile a quello dei dromeosauridi. Un altro animale simile è Avisaurus, rinvenuto in Montana.